# Liste irischer Dramatiker
Liste irischer Dramatiker:

## B
- John Banim (1798–1842)
- Leland Bardwell (1922–2016)
- Sebastian Barry (* 1955)
- Samuel Beckett (1906–1989)
- Brendan Behan (1923–1964)
- Dermot Bolger (* 1959)
- Dion Boucicault (1820–1890)
- John Boyd (1912–2002)
- Wesley Burrowes (1930–2015)

## C
- Marina Carr (* 1964)
- Paul Vincent Carroll (1900–1968)
- Austin Clarke (1896–1974)
- Padraic Colum (1881–1972)
- William Congreve (1670–1729)

## D
- Louis D’Alton
- Anne Devlin (* 1951)

## E
- St John Ervine (1883–1971)

## F
- George Farquhar (≈1677–1707)
- Brian Friel (1929–2015)

## G
- Patrick Galvin (1927–2011)
- Oliver Goldsmith (1728–1774)
- Lady Gregory (1852–1932)
- Gerald Griffin (1803–1840)

## H
- Hugo Hamilton (* 1953)
- Dermot Healy (1947–2014)
- Declan Hughes (* 1963)
- Douglas Hyde (1860–1949)

## J
- Denis Johnston (1901–1984)
- Jennifer Johnston (1930–2025)
- James Joyce (1882–1941)

## K
- John B. Keane (1928–2002)
- Molly Keane (1904–1996)
- Thomas Kilroy (1934–2023)
- Jerome Kilty (1922–2012)

## L
- Hugh Leonard (1926–2009)

## M
- Walter Macken (1915–1967)
- Micheál Mac Liammóir (1899–1978)
- Edward Martyn (1859–1923)
- Aidan Mathews (* 1956)
- John McCann (1905–1980)
- Martin McDonagh (* 1970)
- Frank McGuinness (* 1953)
- Conor McPherson (* 1971)
- Gary Mitchell (* 1965)
- M. J. Molloy (1917–1994)
- George Moore (1852–1933)
- John Murphy (1929–1998)
- Tom Murphy (1935–2018)
- T. C. Murray (1873–1959)

## O
- Seán O’Casey (1880–1964)
- Joseph O’Connor (* 1963)
- Peadar Ó hAnnracháin (1873–1965)
- Mary Devenport O’Neill (1879–1967)
- Cathal Ó Searcaigh (* 1956)

## P
- Stewart Parker (1941–1988)

## R
- Lennox Robinson (1886–1958)
- Billy Roche (* 1949)

## S
- George Bernard Shaw (1856–1950)
- Richard Brinsley Sheridan (1751–1816)
- George Shiels (1881–1949)
- John Millington Synge (1871–1909)

## T
- Joseph Tomelty (1911–1995)

## W
- Enda Walsh (* 1967)
- Oscar Wilde (1854–1900)
- Niall Williams (* 1958)
- William Gorman Wills (1828–1891)

## Y
- William Butler Yeats (1865–1939)

Schriftsteller